# ثلاثية تولدي

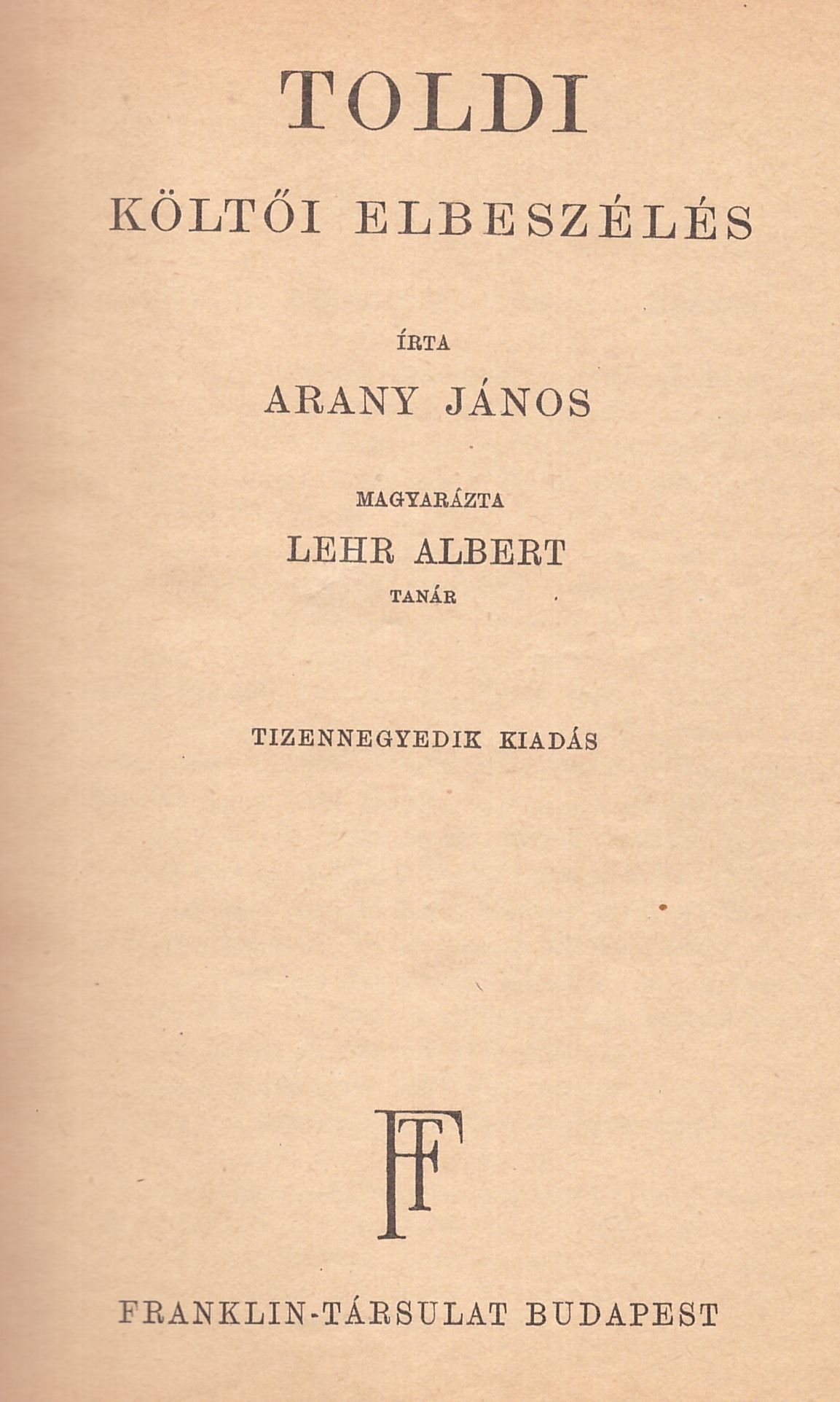
الغلاف

ثلاثية تولدي (Toldi) هي ملحمة شعرية للأديب المجري يانوش أراني والتي تتألف من ثلاثة أقسام:
- Toldi، تولدي (1846)
- Toldi estéje، ليلة تولدي (1848)
- Toldi szerelme، حب تولدي (1879)

الملحمة مستوحاة من قصة البطل الأسطوري ميكلوس تولدي (Miklós Toldi) الذي خدم في جيش القائد المجري لويس هنغاريا الأول خلال القرن الرابع عشر ميلادي. كما أنها تعكس الاستخدام العبقري الذي اتبعه يانوش في اختيار مفردات اللغة المجرية.

## وصلات خارجية
- لقراءة ملحمة تولدي (باللغة الإنكليزية)